# Jules Lebreton
Jules Lebreton (Tours, 20 marzo 1873 – Neuilly-sur-Seine, 6 luglio 1956) è stato un gesuita e storico francese.

## Biografia
Incominciò il noviziato nella Compagnia di Gesù il 9 ottobre 1890 e a partire dal 1895 fino al 1899 insegnò filosofia greca e latina. Nel 1901 completò il corso di studi e ottenne il baccalaureato in teologia, venendo ordinato presbitero due anni dopo. Continuò con l'attività didattica e nel 1905 fu nominato professore di teologia dogmatica all'Institut catholique de Paris e nel 1907 il nuovo rettore dell'università Alfred Baudrillart lo nominò professore di storia delle origini cristiane. Mantenne questa cattedra fino al suo pensionamento avvenuto nel 1947, tranne per il quinquennio che ebbe inizio nel 1912 e che terminò nel 1917, nel corso del quale a causa di una grave malattia gli fu impedita l'attività didattica. Nel 1910 fondò insieme a Léonce de Grandmaison il periodico Recherches des science religieuse, un supplemento di Etudes. Dopo la morte di De Grandmaison diresse il periodico come unico direttore fino al 1947.
Nel corso della sua vita si è occupato di storia del cristianesimo ed ha prodotte varie opere teologiche e storiografiche molto apprezzate dagli studiosi. Infatti secondo Crosignani nelle opere di Lebreton:
mentre per l'enciclopedista Mcguire i primi due volumi dell'opera Storia della Chiesa, scritti insieme a Giacomo Ziller, sono da considerare «un'opera che ha segnato un'epoca per la storiografia ecclesiastica».

## Opere

### In francese[6]
- (FR) Les Origines, in Histoire du Dogme de la Trinité: des Origines au Concile de Nicée, vol. 1, 6ª ed., 1927.
- (FR) De saint Clément à saint Irenée, in Histoire du Dogme de la Trinité: des Origines au Concile de Nicée, vol. 2, 1ª ed., 1928.
- (FR) La Vie et l’Enseignement de Jésus-Christ Notre Seigneur, 1931.
- (FR) Lumen Christi. La Doctrine Spirituelle du Nouveau Testament, Parigi, 1947.
- (FR) Tu Solus Sanctus. Jésus-Christ vivant dans les Saints. Études de Théologie Mystique, Parigi, 1948.
- (FR) Contemplation dans la Bible, in Dictionnaire de Spiritualité, vol. 2,  pp. 1645-1716.
- (FR) Jésus-Christ, in Supplément, supplemento di Dictionnaire de la Bible, vol. 4.

### In italiano (elenco parziale)
- con Giacomo Zeiller, La Chiesa primitiva. Dagli inizi alla fine del II secolo [L'Eglise primitive], in Amato P. Frutaz (a cura di), Storia della Chiesa, 3ª ed., Cinisello Balsamo, S.A.I.E, 1995  [1934], ISBN 9788821521812.
- con Giacomo Zeiller, Dalla fine del II secolo alla pace costantiniana (313) [De la fin du second siècle à la paix constantinienne], in Raffaello Farina (a cura di), Storia della Chiesa, 3ª ed., Cinisello Balsamo, S.A.I.E, 1995  [1935], ISBN 88-215-2189-3.
- Il disaccordo tra fede popolare e teologia dotta nella Chiesa cristiana del III secolo, traduzione di Riccardo Mazzarol, Jaca Book, 1972, ISBN 9788816140103.[7]